# Joaquim Felizardo
Joaquim José Barcelos Felizardo (Porto Alegre, 17 de julho de 1932 - 1992) foi um professor, escritor e historiador brasileiro.

## Biografia
Nascido em Porto Alegre-RS, Brasil, em 17/07/1932. Filho de Mário Hildebrando Schell Felizardo e Maria Barcelos Felizardo. Primo de Luiz Carlos Prestes. Aluno do colégio Santo Antônio (primário) e colégios Júlio de Castilhos e Ruy Barbosa (ginásio e clássico), participou ativamente da política estudantil secundarista, com as seguintes atividades:
- Membro Executivo do Grêmio Estudantil Júlio de Castilhos, como titular de várias Secretarias;
- Presidente do Grêmio Estudantil Júlio de Castilhos (1954);
- Secretário Geral da União Gaúcha de Estudantes Secundários;
- Fundador da União Metropolitana dos Estudantes Secundários de Porto Alegre;
- Membro e Líder da bancada em Congressos Estaduais e Nacionais Secundaristas.
 Redator do Departamento de Notícias da Rádio Itaí da Capital, ingressando, em 1954, no quadro de funcionários do Departamento Estadual de Portos, Rios e Canais, onde passou a atuar como Defensor Dativo, em Sindicâncias e Inquéritos Administrativos.
Candidato dos estudantes secundaristas, concorreu à Câmara Municipal de Porto Alegre, exerceu o mandato de vereador em 1959. No mesmo ano foi suplente de Deputado Estadual.
Ingressou na Faculdade de Filosofia da Universidade Federal do Rio Grande do Sul, época em que exerceu, por quatro mandatos consecutivos, a direção do Departamento do Colégio Universitário do Centro Acadêmico Franklin Delano Roosevelt, onde, paralelamente, acumulava as funções de professor de História.
Ainda Universitário, ingressou no quadro de professores dos colégios Ruy Barbosa e Rio Branco. 
Bacharel e licenciado pela Faculdade de Filosofia da UFRGS, fundou, em agosto de 1964, e dirigiu, por nove anos, o Instituto Pré-Vestibular (IPV). Curso pioneiro, na cidade de Porto Alegre, no preparo de alunos para o vestibular. Toda uma geração de intelectuais gaúchos passou pelos bancos do IPV. Fundou e dirigiu, também os cursos do DCE, IP-99 e Equipe.
Lecionou nos colégios Santo Antônio, Anchieta, Comercial Cruzeiro do Sul, na Faculdade de Filosofia do Seminário Maior de Viamão-RS. Foi professor conferencista do CELAR (pós-graduação PUC). Dirigiu o Instituto Santo Agostinho, em Caxias do Sul, e lecionou na Universidade Federal de Caxias do Sul. Professor do Curso CPS, em Porto Alegre. Lesionou na Universidade de Ijuí (Fidene). Na Universidade do Vale do Rio dos Sinos (UNISINOS), foi professor do Centro de Educação e Humanismo do Departamento de Sociologia, onde lecionou as cadeiras de Sociologia e Política e Estudos de Problemas Brasileiros.
Além das atividades executivas dos cursos que dirigia, exerceu permanentemente o magistério, tendo publicado, neste período, uma série de estudos históricos, tais como:
- Idade Média Ocidental;
- Navegações e Descobrimentos;
- O Renascimento e a Reforma;
- Ideólogos Pré-Revolucionários Franceses;
- A Revolução Francesa;
- Estudos da Idade Moderna;
-Inconfidência Mineira.
Na Câmara Municipal assessorou a bancada do PDT. Assessorou a Comissão de Educação e Cultura. Foi Assessor Especial da Presidência, na elaboração a Nova Lei Orgânica do Município, bem como Diretor Geral da Casa.
No Congresso Nacional foi Chefe de Gabinete da Bancada do PDT.  
Foi diretor da Divisão de Cultura da Prefeitura Municipal de Porto Alegre, na gestão do Prefeito Alceu Collares. Elaborou o projeto de lei que criou a atual Secretaria Municipal de Cultura, sendo seu primeiro titular em fevereiro de 1988. Membro Titular do Conselho Estadual de Educação. Nesta condição, e pela valiosa contribuição, com seu trabalho em prol do engrandecimento da sociedade porto-alegrense recebeu, em 1988, da Câmara Municipal de Porto Alegre o Título de Cidadão Emérito, e no ano seguinte, 1989, recebeu do Executivo Municipal a Medalha Cidade de Porto Alegre.
Foi militante político desde seus 14 anos, ligado primeiro ao Partido Comunista e depois ao Partido Democrático Trabalhista. Foi punido, em 1964, pelo Ato Institucional n° 01, expurgado, por motivos políticos, da Universidade Federal do Rio Grande do Sul. Preso político, foi novamente punido pelo Ato Institucional n° 05 em 1968. 
Colaborador dos Jornais Correio do povo, onde tinha uma coluna diária “Memória Política”, Jornal do Comércio, Jornal Estado de Minas Gerais, Jornal de Caxias e Zero Hora. 
Esportista, era Cruzeirista, membro nato do Conselho Deliberativo do Esporte Clube Cruzeiro de Porto Alegre, onde foi Presidente nos anos 1971, 1972. Forte apoiador e membro da Diretoria da Liga de Futebol Amador da Zona Sul, onde, nos finais de semana, desempenhava a função de treinador do Esporte Clube Serraria. Formou uma equipe de ex-atletas profissionais da dupla Grenal que representava o IPV em jogos pelo interior do estado. Foi cônsul, no Rio Grande do Sul, do Maeso F.C. de Montevideo, Uruguai.
Idealizador dos “Almoços das Quintas”, que no início aconteceram em mais de um restaurante, até que passou a ser no Restaurante Copacabana. O objetivo era reunir amigos, de preferência de todas as correntes políticas, com as mais variadas idades, para divertir-se com as últimas notícias da semana no cenário político. Todos aguardavam ansiosos, as informações de bastidores, que o Felizardo tinha, bem como seus comentários inteligentes e irônicos, geralmente acompanhados por uma piada melhor ainda. Almoços esses que ainda acontecem.
Amante declarado da Cidade de Porto Alegre, adorava ficar nas férias na cidade, para passear em suas ruas vazias. Deixou uma frase para sua lápide: “Gosto de Porto Alegre até para Morrer”.
Felizardo morreu no dia 1° de Dezembro de 1992, em uma intervenção cirúrgica para colocação de ponte safena.

## Legado
Por iniciativa do Vereador Antônio Hohlfeld foi aprovada lei que denomina Rua Prof. Joaquim José Felizardo, um logradouro público no bairro Ipanema, em Porto Alegre. 
O Governador do Estado do Rio Grande do Sul, na época, Alceu Collares, homenageou o Professor Felizardo dando o seu nome para o CIEP,  na Vila Auxiliadora, em Santa Rosa.
Por iniciativa do Vereador Wilton de Araújo a Sala da Comissão de Educação e Cultura, da Câmara Municipal de Porto Alegre, passa a ser denominada Sala Prof. Joaquim José Felizardo.
Foi aprovada na Câmara Municipal de Porto Alegre e sancionada pelo Prefeito, a lei de autoria do Vereador Gerson Almeida que denomina de Prof. Joaquim José Felizardo o Museu de Porto Alegre, localizado no Solar Lopo Gonçalves.
Por iniciativa do Professor Sérgius Gonzaga, que foi Secretário Municipal de Cultura de Porto Alegre, foi criado o Prêmio Joaquim Felizardo, que anualmente homenageia as personalidades, projetos e entidades que se destacam na área da cultura, em Porto Alegre. 
Felizardo segundo o Prof. Sérgius: “Talvez fosse um gentil-homem do século XVIII, com sua polidez, seu cultivo de amizade, sua tolerância para com amigos adversários. Ou um gentleman dos salões, chistoso, irônico, com tiradas magníficas, o espírito vivaz e surpreendente: onde ele estava, estava o riso. Ou ainda um socialista generoso e também cético o suficiente para desconfiar de todas as utopias e debochar dos chavões e palavras-de-ordem, em sua juventude, acreditara e, agora, na maturidade lhe pareciam cômicos. No entanto, entre tantos homens em que se multiplicou, ele próprio tinha preferência escandalosa pelo professor. Orgulhava-se disso. Professor Joaquim Felizardo. Suas aulas eram, na verdade, conferências apaixonadas, engraçadas, vibrantes, inesquecíveis, em suma, como aquela famosa sobre a revolução francesa. Todos nós, de alguma forma, somos filhos dessas aulas e dessa paixão. Nunca uma morte deixou-nos tão órfão. Porém, dado o inexcedível amor por  Porto Alegre e o soberbo senso de humor que o nutriam e animavam é bem possível que o espírito brincalhão de Joaquim Felizardo continue percorrendo as ruas da cidade e espreitando, com o mesmo sorriso matreiro e a mesma ternura disfarçada, a vida cotidiana de todos os seus amigos, seus incontáveis amigos”.